# محق التقول في مسألة التوسل
محق التقول في مسألة التوسل هو كتاب عبارة عن رسالة مختصرة في جواز التوسل بالأنبياء والأولياء والصالحين في حياتهم وبعد مماتهم، قام بتأليفه الإمام محمد زاهد الكوثري الحنفي الماتريدي الصوفي (ت 1371هـ) لأن هناك طائفة من الحشوية (كما يسميهم) قاموا بتكفير الأمة الإسلامية واستباحوا دماء المسلمين وأموالهم وأعراضهم، لأنهم اعتبروا ذلك من عبادة الأوثان أو الشرك بالله، فقام الكوثري بتوضيح الفرق بين التوسل وبين الشرك بالحجة والدليل من القرآن والأحاديث النبوية وسيرة الصحابة والتابعين رداً للحق إلى نصابه وردعاً للجهل وأصحابه.
يقول محمد زاهد الكوثري في خاتمة الكتاب: «وبتلك الأحاديث والآثار يظهر أن من ينكر التوسل بالأنبياء والأولياء والصالحين أحياء وأمواتاً ليس عنده أدنى حجة، وإن رمى المسلمين بالإشراك بسبب التوسل ما هو إلا تهور يرجع ضرره إلى الرامي، نسأل الله العافية. وأما إن كان بين العامة من يخطىء في مراعاة أدب الزيارة والتوسل فمن واجب أهل العلم إرشادهم إلى الصواب برفق. وقد جرى عمل الأمة على التوسل والزيارة إلى أن ابتدع إنكار ذلك الحرّاني، فرد أهل العلم كيده في نحره، ودامت فتنته عند جاهلي بلاياه. وقد غلط الآلوسي وابنه المتصرف في تفسيره بعض غلط ترده عليهما تلك الأدلة، وكانا مضطربين في مسائل من عدوى جيرانهما، وبعض شيوخهما، وليس هذا بموضع بسط لذكر ذلك. ومن أراد أن يعرف عمل الأمة في التوسل بخير الخلق فليراجع "مصباح الظلام في المستغيثين بخير الأنام" للإمام القدوة أبي عبد الله النعمان بن محمد موسى التلمساني المالكي المتوفى سنة 683، وهو من محفوظات الدار المصرية وفي ذلك كفاية لغير المتعنتين، ومن الله الهداية والتوفيق».

## وصلات خارجية
- محق التقوّل في مسألة التوسل للإمام العلامة الفقيه محمد زاهد الكوثري
- تحميل الكتاب بصيغة PDF